# Air Moldova
A Air Moldova é a companhia aérea nacional da Moldávia com sede em Chișinău. Operando principalmente serviços regulares e charters para destinos dentro da Europa a partir de sua base no Aeroporto Internacional de Chișinău.

## História

### As raízes da aviação civil da Moldávia
Air Moldova Tupolev Tu-154 em 1994
A origem da Air Moldova pode ser traçada até 19 de setembro de 1944, quando a primeira unidade de aviões de transporte Po-2 chegou a Chișinău e o Esquadrão Independente da Moldávia foi estabelecido. Além de quinze biplanos Po-2 operando voos domésticos e atuando no ramo agrícola, havia também dois aviões Li-2, usados em voos para Moscou, algumas cidades ucranianas e resorts de verão no Mar Negro e no Cáucaso.
Na década de 1960, medidas consideráveis foram tomadas no desenvolvimento da indústria de linhas aéreas locais da Moldávia. Um novo aeroporto em Chişinău capaz de acomodar aeronaves de turbinas a gás foi inaugurado no início da década. A empresa recebeu o status de Administração da Aviação Civil em 1965 e as novas aeronaves Antonov An-10, An-12 e An-24 expandiram sua frota. Voos regulares para muitas cidades da URSS foram iniciados e o transporte de frutas e vegetais cultivados na Moldávia para os maiores centros industriais da URSS foi estabelecido.
O início da década de 1970 foi marcado pelo surgimento de aviões a jato nas principais rotas aéreas da Moldávia. O primeiro avião bimotor Tupolev Tu-134 começou a operar na Moldávia em 1971 e tornou-se o principal tipo de empresa, aumentando em número até que 26 deles estavam em uso. Em Chișinău houve até uma base de testes unificada para aeronaves desse tipo.
A frota foi ainda ampliada em 1972 com a aeronave regional Yakovlev Yak-42 tri-jet e em 1974 com a aeronave de carga turboélice An-26. O mapa de rotas continuou em expansão e o fluxo de tráfego continuou crescendo ao longo da década. Em meados da década de 1980, as operações da Moldávia receberam dez aviões comerciais Tupolev Tu-154 maiores, impulsionando o desenvolvimento da aviação moldava. Naquela época, aviões da Moldávia voaram para 73 cidades da URSS e transportaram mais de 1.000.000 de passageiros por ano. Em 1990, foi aberta a primeira rota internacional entre Chișinău e Frankfurt.

### Criação de Air Moldova
A companhia aérea foi criada em 1993 com base na unidade local da Aeroflot. Desde o início, os esforços da empresa foram direcionados à integração ao mercado internacional e à conformidade com os padrões e requisitos modernos para companhias aéreas de alto nível. A Air Moldova aderiu ao programa de melhoria da equipa de gestão em 1999.
Em 13 de julho de 2004, a Air Moldova tornou-se membro da Associação Internacional de Transporte Aéreo. Air Moldova também passou a auditoria de segurança da operação e recebeu o certificado de operador IOSA. Em maio de 2006, a Air Moldova implementou e-ticketing em todos os seus voos. Os operadores aéreos certificados pela Air Moldova permitiram o transporte de passageiros, mercadorias e correio a partir de julho de 2007.
Em fevereiro de 2015, a Air Moldova encerrou três rotas para Bucareste, Kiev e Sochi, pois um contrato com a Tandem Aero, que as operava em nome da Air Moldova, foi descontinuado. A rota Chișinău-Bucareste foi relançada em 12 de dezembro de 2016.

### 2010s
Em outubro de 2018, foi anunciado que o processo de privatização da Air Moldova havia sido concluído com sucesso, com o Grupo Aviação Civil (uma joint venture entre dois empresários moldavos e a companhia aérea romena Blue Air) se tornando proprietária de 50 milhões de MDL (2,56 milhões de euros). Os novos proprietários também compraram as dívidas da companhia aérea de 1,2 bilhão de MDL (61 milhões de euros).

## Codeshare
A Air Moldova possui acordos de codeshare com as seguintes companhias aéreas (em março de 2018):
- Air Italy
- flydubai
- LOT Polish Airlines (Star Alliance)
- S7 Airlines (Oneworld)
- Turkish Airlines (Star Alliance)
- Ukraine International Airlines
- Utair

## Frota

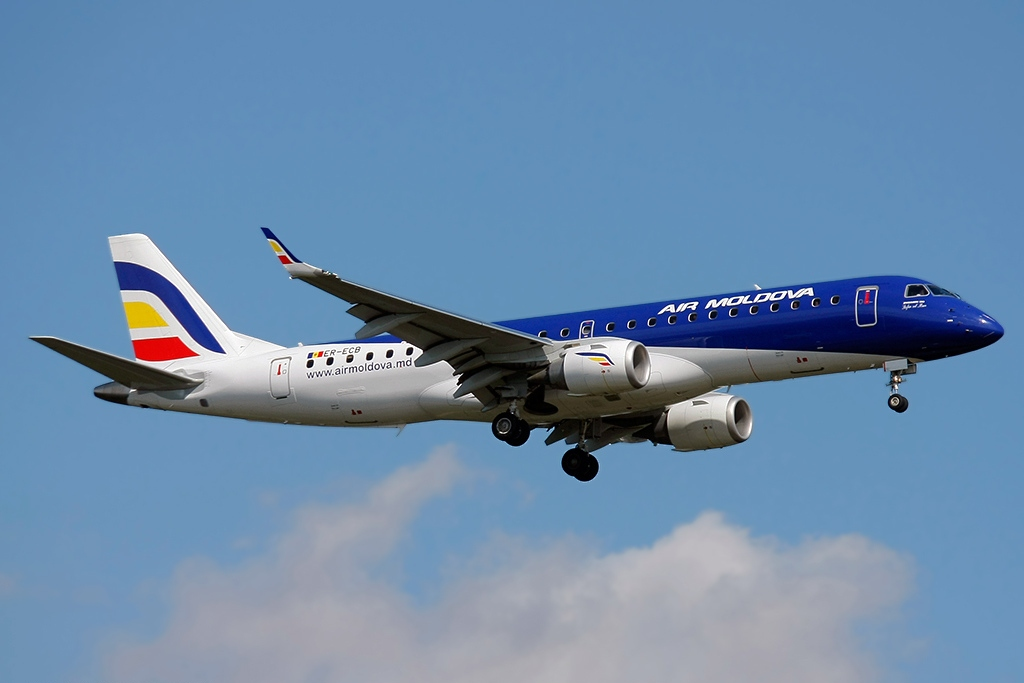
Embraer 190 da Air Moldova.

A frota da Air Moldova consiste nas seguintes aeronaves a partir de julho de 2019:
| Tipo de Avião   | Ativos | Assentos | Encomendas | Notas |
| --------------- | ------ | -------- | ---------- | ----- |
| Airbus A319-100 | 2      | 138      | ---        |       |
| Airbus A320-200 | 2      | 170      | ---        |       |
| Airbus A321-200 | 1      | 220      | ---        |       |
| Embraer 190-100 | 3      | 114      | ---        |       |
| Total           | 8      |          |            |       |

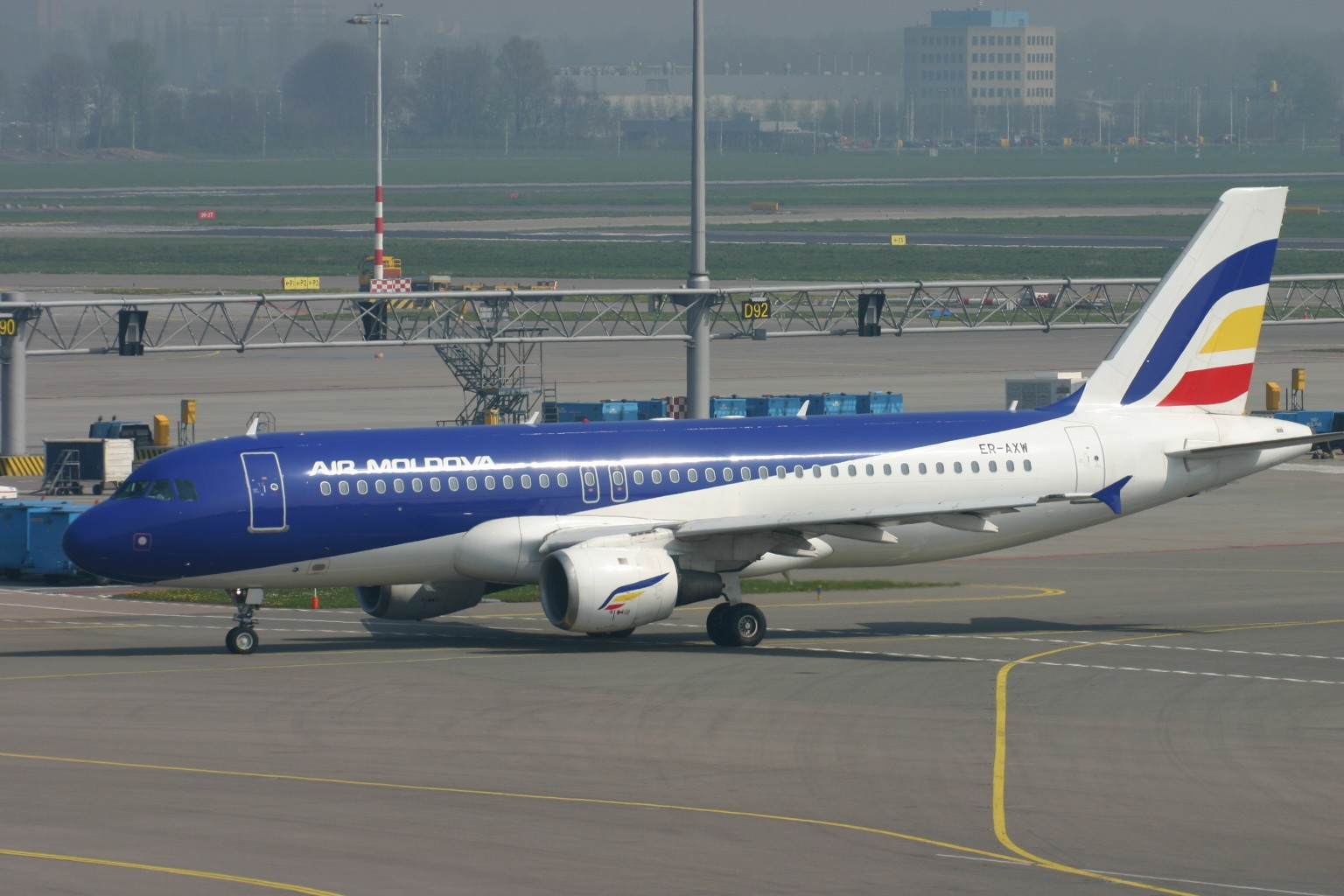
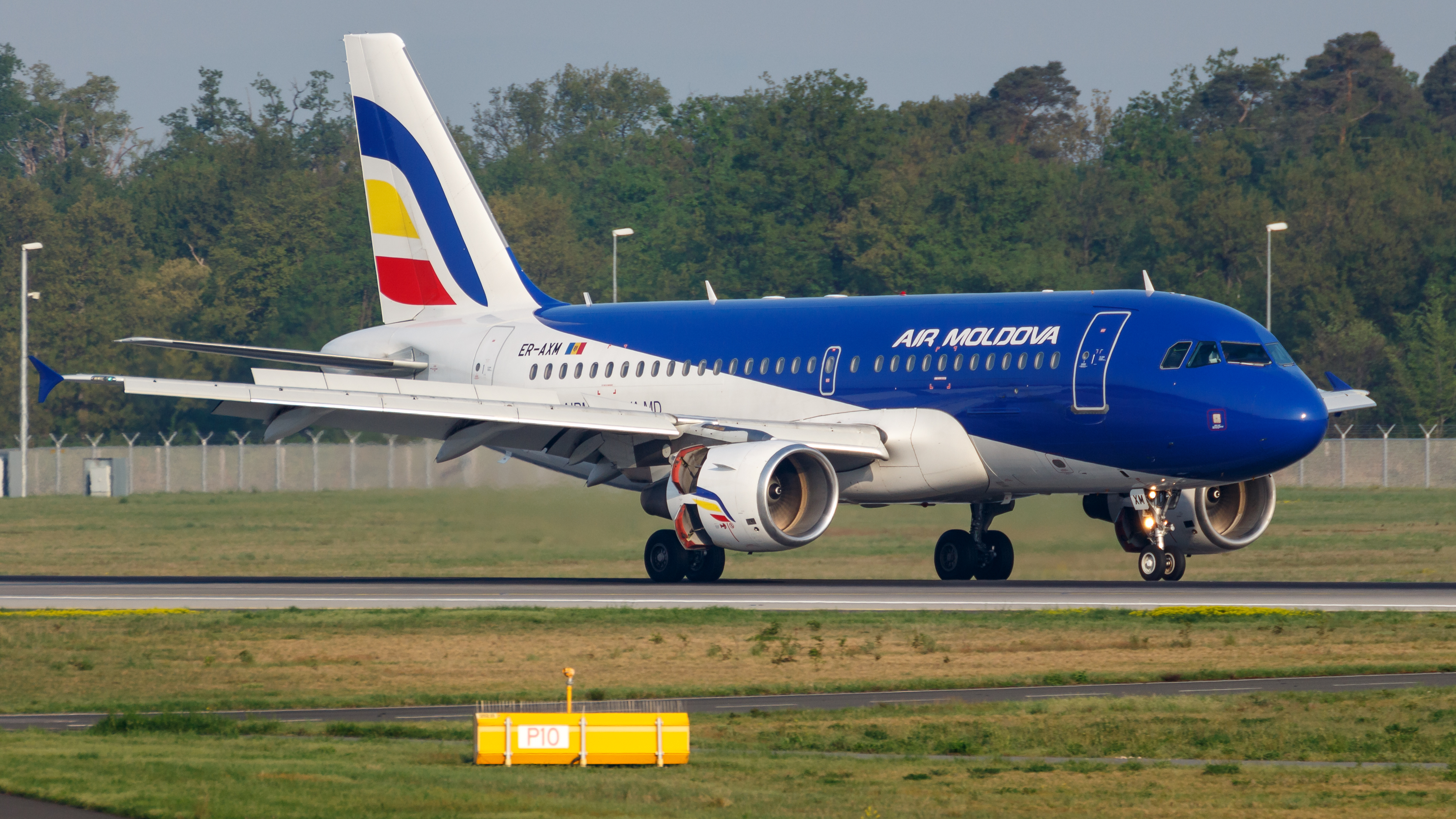
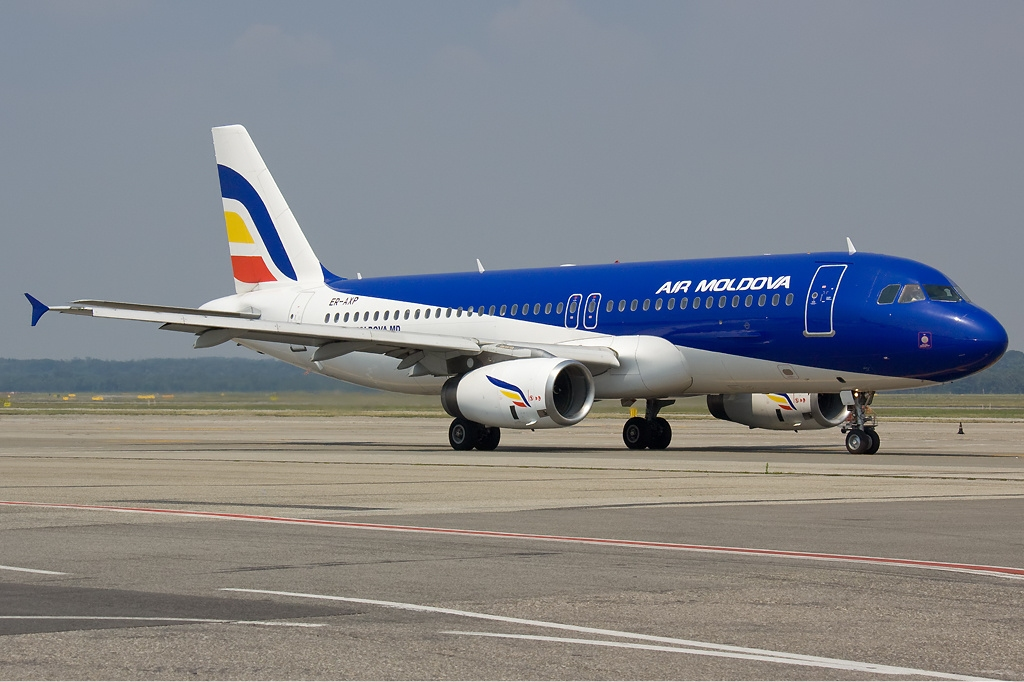

A Embraer assinou um pedido firme com a Air Moldova para dois jatos regionais Embraer 190 de uma classe. O contrato incluía direitos de compra para outra aeronave. A entrega foi em 10 de maio de 2010. Um terceiro Embraer 190 (fabricado em 2009 e anteriormente operado pela Lufthansa e pela Borajet) entrou para a frota em 2016.
De acordo com algumas fontes, a Air Moldova vai alugar, a médio prazo, um Airbus A321, que anteriormente operava para a Small Planet Airlines. O A321 será pintado na decoração da companhia aérea e entregue a Chișinău em 10 de maio de 2019 [10]. É o segundo Airbus A321 da frota, o anterior foi desmantelado em 2017.
Em qualquer caso, o Grupo de Aviação Civil anunciou que a frota subirá para 14 aeronaves até 2021. Além disso, está previsto iniciar rotas de longo curso.

### Antiga frota
A frota da Air Moldova incluía anteriormente as seguintes aeronaves:
2 outros Airbus A320 (2004-2012)
1 Airbus A321 (2014-2016, alugado da Hermes Airlines)
1 Embraer ERJ 145LR (2001-2002, alugado da Air Exel)
1 McDonnell Douglas MD-82 (2007, alugado da Sky Wings Airlines)
Em 2001, a Air Moldova arrendou aeronaves Embraer 120 e 145. Os dois Yakovlev Yak-42 voltaram para a Rússia no final de 2003 e 2004. O último Tupolev Tu-154B (ER-85285) foi destruído em 5 de julho de 2006.
Em Novembro de 2006, 93,1 milhões de leus moldavos (cerca de 6 milhões de euros) foram transferidos do orçamento de Estado de 2006 para a Air Moldova. Com mais 9 milhões de leus retirados de um banco, um dos seis Airbus A320 foi comprado. A oposição política da época tinha dúvidas sobre a transparência desse acordo. [11] Em junho de 2007, a Air Moldova devolveu um Airbus A320 ao locador após 38 meses de serviço. [12]
Um MD-82 (SX-BSQ) da SkyWings foi alugado por 5 meses a partir de 15 de maio até outubro de 2007. [13]
O Tupolev Tu-134 operou os voos de Moscou e Istambul com mais frequência quando o segundo Airbus deixou a frota. No passado, a Air Moldova fretou um Boeing 737-500 da Cirrus Airlines, o Fokker 100 da Moldavian Airlines, um Air VIA A320 búlgaro, o Jet Tran Air MD81 / 82s e um Khors Air MD82 como substituto. O Yak-40 substituiu o Embraer EMB-120 (por exemplo, para Praga ou Viena) quando a aeronave estava em manutenção.
O primeiro Embraer EMB 120 Brasília fez parte da frota de 12 de outubro de 2001 até 28 de setembro de 2006, quando foi transferido para a Tandem Aero. O segundo Embraer 120RT voou entre 23 de abril de 2004 e 26 de março de 2005 para a Air Moldova. O segundo Embraer EMB120 Brasília foi comprado em 2006. Em fevereiro de 2015, a Air Moldova retirou o único EMB-120, que era operado em contrato pela Tandem Aero. [4]